# Retour à Séoul
 (mars 2024).
Pour plus de détails, voir Fiche technique et Distribution.
Retour à Séoul est un film majoritairement français réalisé par Davy Chou, sorti en 2022.
Ce film est basé sur l'histoire vraie de Laure Badufle.
Le film représente le Cambodge à la 95e cérémonie des Oscars pour l'Oscar du meilleur film en langue étrangère, et il a été présélectionné dans la liste des quinze candidats potentiels sans être finalement nommé.

## Synopsis
Une jeune femme de 25 ans, née en Corée du Sud et adoptée par un couple français,  retourne dans son pays d'origine un peu par hasard et sur un coup de tête. À la suite d'un contact amical avec une coréenne parlant français et son cercle d'amis, elle apprend qu'il est possible de partir à la recherche de ses parents biologiques.
Ces attitudes et réactions, décalées,  imprévisibles, dans les diverses situations qu'elle rencontre dans un pays qui lui est inconnu dont elle ne connaît ni la culture ni la langue, heurte en particulier son amie qui doit essayer de transiger avec la politesse portée par la coutume coréenne pour s'associer à son périple.

## Fiche technique
Sauf indication contraire, les informations mentionnées dans cette section peuvent être confirmées par la base de données cinématographiques IMDb,  présente dans la section « Liens externes ».
- Titre : Retour à Séoul
- Titre cambodgien : ត្រឡប់ទៅសេអ៊ូល
- Titre allemand : Ohne Rückkehr ou Return to Seoul
- Réalisation et scénario : Davy Chou
- Collaboratrice au scénario : Laure Badufle
- Musique : Jérémie Arcache et Christophe Musset
- Photographie : Thomas Favel
- Costumes : Claire Dubien et Yi Choong-yun
- Montage : Dounia Sichov
- Production : Katia Khazak et Charlotte Vincent
- Sociétés de production : Aurora Films, Vandertastic Films, Frakas Productions, Merecinema, Anti-Archive, Ciné+, VOO, BE TV et Belga Productions, en association avec les SOFICA Cinémage 16 et Cofimage 33
- Société de distribution : Les Films du losange (France)
- Pays de production :  France (70 %),  Allemagne (20 %),  Belgique (10 %),  Qatar[4],[5],  Cambodge
- Format : couleur — 1,85:1 — son 5.1
- Genre : drame
- Durée : 119 minutes
- Dates de sortie :
  - France : 22 mai 2022 (Festival de Cannes) ; 25 janvier 2023 (sortie nationale)
  - Canada : 8 septembre 2022 (Festival international du film de Toronto)[6]
  - Belgique : 4 octobre 2022 (Festival international du film francophone de Namur)[7] ; 8 février 2023 (sortie nationale) Date sujette à modification

## Distribution
- Park Ji-min : Frédérique « Freddie » Benoît
- Oh Kwang-rok (en) : le père biologique de Freddie
- Guka Han : Tena
- Kim Sun-young : la tante coréenne
- Yoann Zimmer : Maxime
- Louis-Do de Lencquesaing : André
- Hur Ouk-sook : la grand-mère
- Émeline Briffaud : Lucie
- Lim Cheol-hyun : Kay-Kay
- Son Seung-beom : Dong-wan, l'ami francophone
- Kim Dong-seok : Jiwan, le garçon à la frange
- Régine Vial : la mère de Frédérique
- Choi Cho-woo : la mère biologique de Freddie

## Accueil

### Accueil critique
Le film a reçu un accueil favorable de la critique. Il obtient un score moyen de 88 % sur Metacritic.
En France, le site Allociné propose une moyenne de 3,7⁄5, fondée sur 27 critiques de presse.

### Box-office
| Pays ou région | Box-office      | Date d'arrêt du box-office | Nombre de semaines |
| -------------- | --------------- | -------------------------- | ------------------ |
| France         | 111 972 entrées | 4 avril 2023               | 10                 |
| Total mondial  | 2 102 543 $     | -                          | -                  |

## Distinctions

### Récompense
- Festival du film de Belfast (en) 2022 : meilleur film[11]

### Sélection
- Festival de Cannes 2022 : sélection en section Un certain regard